# Le chanteur inconnu
Le chanteur inconnu è un lungometraggio del 1931 diretto da Viktor Turžanskij. Vi debuttò l'attrice Simone Simon.

## Trama
Un cantante creduto morto ritorna, fisicamente irriconoscibile, dalla Russia dove ha perso la memoria. Sua moglie lo ama ancora.